# Howey-in-the-Hills
Howey-in-the-Hills ist eine Stadt im Lake County im US-Bundesstaat Florida. Das U.S. Census Bureau hat bei der Volkszählung 2020 eine Einwohnerzahl von 1.643 ermittelt.

## Geographie
Howey-in-the-Hills liegt am südlichen Ufer des Lake Harris. Die Stadt befindet sich rund 10 km südlich von Tavares sowie etwa 50 km nordwestlich von Orlando.

## Demographische Daten
Laut der Volkszählung 2010 verteilten sich die damaligen 1098 Einwohner auf 653 Haushalte. Die Bevölkerungsdichte lag bei 238,7 Einw./km². 96,3 % der Bevölkerung bezeichneten sich als Weiße, 1,3 % als Afroamerikaner und 0,5 % als Asian Americans. 0,7 % gaben die Angehörigkeit zu einer anderen Ethnie und 1,2 % zu mehreren Ethnien an. 5,6 % der Bevölkerung bestand aus Hispanics oder Latinos.
Im Jahr 2010 lebten in 20,7 % aller Haushalte Kinder unter 18 Jahren sowie 36,7 % aller Haushalte Personen mit mindestens 65 Jahren. 69,5 % der Haushalte waren Familienhaushalte (bestehend aus verheirateten Paaren mit oder ohne Nachkommen bzw. einem Elternteil mit Nachkomme). Die durchschnittliche Größe eines Haushalts lag bei 2,28 Personen und die durchschnittliche Familiengröße bei 2,68 Personen.
19,3 % der Bevölkerung waren jünger als 20 Jahre, 17,1 % waren 20 bis 39 Jahre alt, 31,2 % waren 40 bis 59 Jahre alt und 32,5 % waren mindestens 60 Jahre alt. Das mittlere Alter betrug 49 Jahre. 49,2 % der Bevölkerung waren männlich und 50,8 % weiblich.
Das durchschnittliche Jahreseinkommen lag bei 65.278 $, dabei lebten 10,1 % der Bevölkerung unter der Armutsgrenze.
Im Jahr 2000 war Englisch die Muttersprache von 95,21 % der Bevölkerung und spanisch sprachen 4,79 %.

## Sehenswürdigkeiten
Am 27. Januar 1983 wurde das Howey House in das National Register of Historic Places eingetragen.

## Verkehr
Howey-in-the-Hills wird von der Florida State Road 19 durchquert. Der nächste Flughafen ist der Orlando Sanford International Airport (etwa 65 km östlich).

## Kriminalität
Die Kriminalitätsrate lag im Jahr 2010 mit 55 Punkten (US-Durchschnitt: 266 Punkte) im niedrigen Bereich. Es gab fünf Einbrüche, sieben Diebstähle und einen Autodiebstahl.